# Момбачо
Момбачо је стратовулкан у Никарагви, у близини града Гранаде. Висок је 1.344 m (4.409 ft). 
Природни резерват вулкана Момбачо једно је од 78 заштићених подручја Никарагве. Момбачо је изумрли вулкан и последња ерупција догодила се 1570. Не постоје историјска сазнања о ранијим ерупцијама.
У највишим регионима вулкана налазе се кишна шума и патуљаста шума, које садрже флору и фауну ендемичне искључиво за вулкан. Све популарнија туристичка атракција, вулкан има поглед на језеро Никарагва и град Гранада. Вулкан такође има две пешачке стазе, умерену која кружи главним кратером и другу, тежу стазу (Ел Пума), коју мора водити водич. Тежа стаза је једини начин да се виде неке карактеристике вулкана попут патуљасте шуме. Стаза има готово потпуно нагиб од 45° и пада око две миље.
Око Момбачоа регистровано је више од 700 различитих биљака, укључујући многе врсте орхидеја.